# 西宁道清真寺
西宁道清真寺是一座位于中国天津市和平区西宁道55号的清真寺。该建筑前身即为西宁道敦仁里清真寺，新建筑于1991年5月1日奠基，1992年3月2日建成投入使用，总建筑面积和占地面积均为一千平方米。现任教长为钱德光。

## 历史

### 前期筹备
天津市和平区历史上曾经设有察哈尔路清真寺、长春道普爱里清真寺、营口道清真寺和西宁道敦仁里清真寺四处清真寺。西宁道清真寺的前身即为西宁道敦仁里清真寺。这四座清真寺其中三所为民居改造，一处为厂房改造。文革期间，和平区清真寺基本停用。1976年，唐山大地震后，营口道清真寺被拆除。1986年中央宗教工作会议中批准天津市恢复建设十座清真寺，其中和平区重建一座，即西宁道敦仁里清真寺。1988年9月12日，和平区政治协商会议召开七届常委会第十八次会议，会议做出了《关于恢复和平区清真寺的建议案》，其中建议“区政府应积极落实恢复清真寺的计划，尽早恢复我区的清真寺”。1989年，天津市和平区人民政府办公室民族宗教科做新建清真寺的调研工作决定将新址设在西宁道敦仁里。1991年，中国共产党天津市和平区委员会、天津市和平区人民政府拨款440万元人民币建设西宁道清真寺并于当年5月1日在西宁道举行了奠基仪式。1991年底，清真寺的大部分主体工程基本完成建设。此后，天津的穆斯林群众集资20万元人民币，用于西宁道清真寺的内部装修工程。

### 投入使用
1992年3月2日，西宁道清真寺建成投入使用，开寺日为伊斯兰教斋月的第一天，马三立、穆祥雄和王玉芬等知名穆斯林人士也来到清真寺进行礼拜、参观。1998年和1999年，天津市和平区人民政府先后拨专款人民币7万元和20万元维修了清真寺大殿屋顶并建设了23米高的邦克楼。2000年，天津市和平区人民政府又拨专款人民币20万元在清真寺的后院建设了一座占地面积250多平方米的二层小楼并将原有的烧煤锅炉房改造为全自动天然气锅炉。2002年，天津市和平区人民政府再拨专款人民币20万元对清真寺进行内外装修。2006年，天津市和平区人民政府拨专款人民币12万元改造了清真寺会议室并进行了内部粉刷。2007年，天津市和平区人民政府拨款人民币12万元为清真寺后院铺设了木质地板，改造后院罩棚并增加礼拜场地。

## 建筑

### 建筑外部
西宁道清真寺由回族工程师姚复兴设计，天津市和平区建工集团一队建造，天津市和平区房管局营造厂内部装修。清真寺总建筑面积和占地面积均为一千平方米，座南朝北，主体为钢筋水泥结构两层建筑，建筑外部设有两个弧型楼梯，建筑正门正中悬挂着回族书法家曹柏昆所书写的木牌横匾“西宁道清真寺”，两侧的墙上镶嵌着回族书法家刘肃然所书写的中英文铜字“西宁道清真寺”，正门上方设有旋式顶棚，下面装有绿底新月标志，该标志改新月的实体为虚体，即以新月形的洞口框出天然光线或人工光线的新月。清真寺的外门楼为四柱三楼式，中国式四根圆柱由石栏杆中的望柱引伸而来，顶部穿十字孔，内部设有暗灯。西宁道清真寺外部分前后两院，其中，前院门前设有花池，西部墙角上建有一座钢筋水泥浇筑的邦克楼，高23.7米，外贴瓷砖，邦克楼内设转角楼梯直达塔顶，塔顶上设有一个直径两米的不锈钢新月。后院面积为350平方米，地面铺有水泥方砖。西宁道清真寺是一座融合中国北方建筑特点具有阿拉伯伊斯兰教建筑风格的建筑。

### 建筑内部
清真寺一层设有传达室、会议室、埋体房、阿訇办公室、男女沐浴室和女礼拜殿。清真寺大殿顶部高13.48米，礼拜殿顶部为半圆型白色顶尖，四周的八面斜坡装饰有米黄色瓷砖，八面斜坡分为斜坡上下宽度相的四面小斜坡和上尖下宽成扇型的四面大斜坡，四面大斜坡上开二十四扇三角形老虎窗，下面另设有紫色玻璃落地窗，落地窗分为殿前作成阿拉伯文字母形状的玻璃窗和殿后面分成两层落地的玻璃窗。殿内可容纳200人做礼拜。穹顶中间设有直径二米的“杜娃”，顶部四面装饰有二十四盏牛眼灯，中间设有四个大吊灯。大殿地面铺设有木地板和化纤绿色地毯。大殿进口处为等边六角形的前殿，前殿上面设有小殿顶。前殿设有一座钢制旋转楼梯直通男沐浴室，沐浴室直通二层男礼拜殿，男礼拜殿建筑面积为185平方米，整体外观为八角型形状。一层的女礼拜殿面积为21平方米，可容纳20人做礼拜。

## 内部链接
- 天津清真大寺
- 天津清真南大寺

## 相关链接
- 天津市开放宗教活动场所列表